# Bäst Off

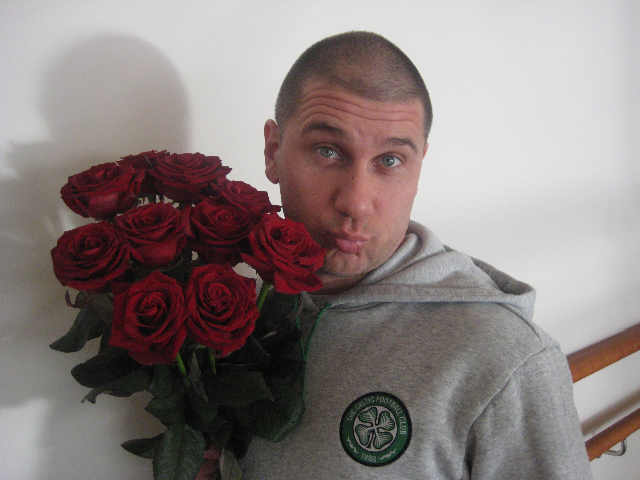
Marko "Markoolio" Lehtosalo

Bäst Off är ett samlingsalbum från 2004 av den sverigefinske rapartisten Markoolio. Det är hans femte album i Sverige.

## Låtlista

### CD1
1. Sommar och sol - 3:11
2. Vi drar till fjällen - 2.46
3. Åka pendeltåg - 2:50
4. Mera mål - 3.47
5. Millennium 2 - 3:16
6. Gör det igen - 3:21
7. Sola och bada i Piña Colada - 3:39
8. Rocka på - 3:01 (med The Boppers)
9. Vi ska vinna! - 3:02 (med Excellence)
10. Jag orkar inte mer - 3.47
11. Vilse i skogen - 3.30
12. In med bollen (ny) - 3:21
13. Biralåten - 3.53
14. Vem vill inte bli miljonär - 3:34
15. En kväll i juni - 2.58
16. Nostalgi - 3:40
17. Mister Krister Knas (ny) -2.56
18. Stackars lilla tomten - 3:12
19. Vandringsvisan (ny) - 8.20
20. Replay Megamix - 3:41

### Bonusvideor
1. Vilse i skogen
2. In med bollen

### DVD
1. Livekonsert
  - Videor:
2. Vi drar till fjällen
3. Åka pendeltåg
4. Sola och bada i Piña Colada
5. Millennium 2
6. Gör det igen
7. Mera mål
8. Rocka på!
9. Vi ska vinna
10. Jag orkar inte mer
  - Karaoke:
11. Mera mål
12. Jag orkar inte mer
13. Rocka på!
  - Bakom kulisserna:
14. Rocka på! (Inspelningen)
15. Jag orkar inte mer (video)
16. Filmen om Nisse

## Listplaceringar
| Lista (2004-2005) | Topplacering |
| ----------------- | ------------ |
| Sverige           | 9            |